# 旺迪
旺迪（法語：Vandy，法語發音：[vɑ̃di]）是法国阿登省的一个市镇，属于武济耶区。

## 地理
旺迪（49°26'4"N, 4°42'21"E）面积11.11 平方千米，位于法国大東部大區阿登省，该省份为法国北部内陆省份，西接埃纳省，南至马恩省，东临默兹省，北与比利时接壤。
与旺迪接壤的市镇（或旧市镇、城区）包括：巴莱、卡特尔尚、拜龙埃塞桑维龙、武济耶。
旺迪的时区为UTC+01:00、UTC+02:00（夏令时）。

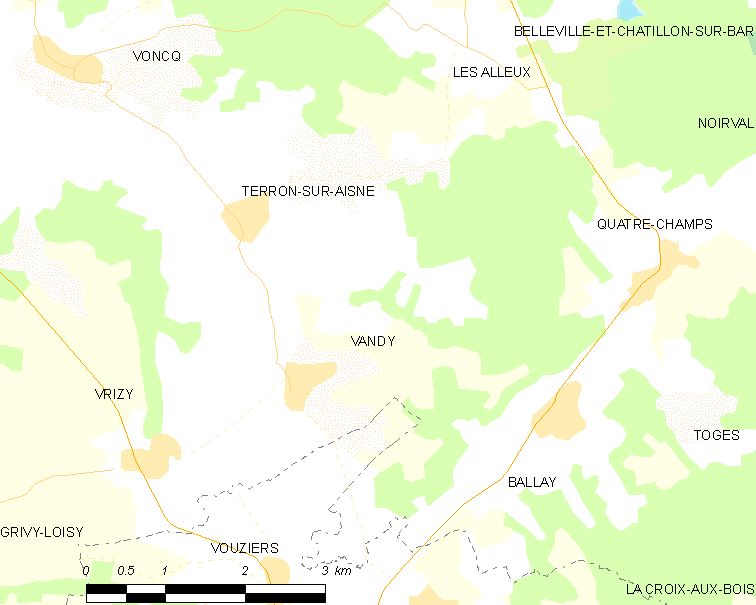
旺迪的OSM定位图

## 行政
旺迪的邮政编码为08400，INSEE市镇编码为08461。

## 政治
旺迪所属的省级选区为武济耶县。

## 人口

1962-2008年间旺迪人口变化图示

旺迪于2022年1月1日时的人口数量为200人。